# Benjamin Blumenfeld
Benjamin Markovitx Blumenfeld (en rus: Бениамин Маркович Блюменфельд, Província de Hrodna, 24 de maig de 1884 - Moscou, 5 de març de 1947) va ser un escaquista i teòric dels escacs rus, que va jugar sota bandera soviètica.

## Biografia
Blumenfeld, nascut a en una família jueva al raion de Vaŭkavysk, (actualment Belarús, llavors Imperi Rus) com Dawid Janowski), després dels seus estudis universitaris a Moscou i Berlín per ser advocat, va ser considerat en la dècada anterior a la Primera Guerra Mundial com un dels millors jugadors d'escacs de Moscou. El seu major èxit va ser quedar empatat amb Akiba Rubinstein als llocs 2n-3r al 4t Torneig de Mestres de totes les Rússies el 1905/1906 a Sant Petersburg (el campió fou Georg Salwe).
El 1907 va empatar als llocs 2n-3r al Torneig Internacional de Moscou, empatat amb Georg Marco (el campió fou Mikhaïl Txigorin). El 1911 va ser nomenat Mestre d'Escacs de Moscou i va participar, després de la Revolució d'Octubre el 1920, al primer Campionat d'escacs de la Unió Soviètica, on fou vuitè (el campió fou Aleksandr Alekhin). El 1925, va compartir el segon i tercer lloc en el Campionat de Moscou amb Borís Verlinski, (el campió fou Aleksandr Serguéiev).

## Aportació a la teoria dels escacs
Especialitzat en el contingut teòric, Blumenfeld va ser un dels escaquistes que va aportar fonaments a l'Escola soviètica d'escacs. Va ser el creador del contragambit Blumenfeld: (1.d4 Cf6 2.c4 e6 3.Cf3 c5 4.d5 b5).
|   | a | b | c | d | e | f | g | h |   |
| 8 | a8 negres torre · b8 negres cavall · c8 negres alfil · d8 negres dama · e8 negres rei · f8 negres alfil · h8 negres torre · a7 negres peó · d7 negres peó · f7 negres peó · g7 negres peó · h7 negres peó · e6 negres peó · f6 negres cavall · b5 negres peó · c5 negres peó · d5 blanques peó · c4 blanques peó · f3 blanques cavall · a2 blanques peó · b2 blanques peó · e2 blanques peó · f2 blanques peó · g2 blanques peó · h2 blanques peó · a1 blanques torre · b1 blanques cavall · c1 blanques alfil · d1 blanques dama · e1 blanques rei · f1 blanques alfil · h1 blanques torre | a8 negres torre · b8 negres cavall · c8 negres alfil · d8 negres dama · e8 negres rei · f8 negres alfil · h8 negres torre · a7 negres peó · d7 negres peó · f7 negres peó · g7 negres peó · h7 negres peó · e6 negres peó · f6 negres cavall · b5 negres peó · c5 negres peó · d5 blanques peó · c4 blanques peó · f3 blanques cavall · a2 blanques peó · b2 blanques peó · e2 blanques peó · f2 blanques peó · g2 blanques peó · h2 blanques peó · a1 blanques torre · b1 blanques cavall · c1 blanques alfil · d1 blanques dama · e1 blanques rei · f1 blanques alfil · h1 blanques torre | a8 negres torre · b8 negres cavall · c8 negres alfil · d8 negres dama · e8 negres rei · f8 negres alfil · h8 negres torre · a7 negres peó · d7 negres peó · f7 negres peó · g7 negres peó · h7 negres peó · e6 negres peó · f6 negres cavall · b5 negres peó · c5 negres peó · d5 blanques peó · c4 blanques peó · f3 blanques cavall · a2 blanques peó · b2 blanques peó · e2 blanques peó · f2 blanques peó · g2 blanques peó · h2 blanques peó · a1 blanques torre · b1 blanques cavall · c1 blanques alfil · d1 blanques dama · e1 blanques rei · f1 blanques alfil · h1 blanques torre | a8 negres torre · b8 negres cavall · c8 negres alfil · d8 negres dama · e8 negres rei · f8 negres alfil · h8 negres torre · a7 negres peó · d7 negres peó · f7 negres peó · g7 negres peó · h7 negres peó · e6 negres peó · f6 negres cavall · b5 negres peó · c5 negres peó · d5 blanques peó · c4 blanques peó · f3 blanques cavall · a2 blanques peó · b2 blanques peó · e2 blanques peó · f2 blanques peó · g2 blanques peó · h2 blanques peó · a1 blanques torre · b1 blanques cavall · c1 blanques alfil · d1 blanques dama · e1 blanques rei · f1 blanques alfil · h1 blanques torre | a8 negres torre · b8 negres cavall · c8 negres alfil · d8 negres dama · e8 negres rei · f8 negres alfil · h8 negres torre · a7 negres peó · d7 negres peó · f7 negres peó · g7 negres peó · h7 negres peó · e6 negres peó · f6 negres cavall · b5 negres peó · c5 negres peó · d5 blanques peó · c4 blanques peó · f3 blanques cavall · a2 blanques peó · b2 blanques peó · e2 blanques peó · f2 blanques peó · g2 blanques peó · h2 blanques peó · a1 blanques torre · b1 blanques cavall · c1 blanques alfil · d1 blanques dama · e1 blanques rei · f1 blanques alfil · h1 blanques torre | a8 negres torre · b8 negres cavall · c8 negres alfil · d8 negres dama · e8 negres rei · f8 negres alfil · h8 negres torre · a7 negres peó · d7 negres peó · f7 negres peó · g7 negres peó · h7 negres peó · e6 negres peó · f6 negres cavall · b5 negres peó · c5 negres peó · d5 blanques peó · c4 blanques peó · f3 blanques cavall · a2 blanques peó · b2 blanques peó · e2 blanques peó · f2 blanques peó · g2 blanques peó · h2 blanques peó · a1 blanques torre · b1 blanques cavall · c1 blanques alfil · d1 blanques dama · e1 blanques rei · f1 blanques alfil · h1 blanques torre | a8 negres torre · b8 negres cavall · c8 negres alfil · d8 negres dama · e8 negres rei · f8 negres alfil · h8 negres torre · a7 negres peó · d7 negres peó · f7 negres peó · g7 negres peó · h7 negres peó · e6 negres peó · f6 negres cavall · b5 negres peó · c5 negres peó · d5 blanques peó · c4 blanques peó · f3 blanques cavall · a2 blanques peó · b2 blanques peó · e2 blanques peó · f2 blanques peó · g2 blanques peó · h2 blanques peó · a1 blanques torre · b1 blanques cavall · c1 blanques alfil · d1 blanques dama · e1 blanques rei · f1 blanques alfil · h1 blanques torre | a8 negres torre · b8 negres cavall · c8 negres alfil · d8 negres dama · e8 negres rei · f8 negres alfil · h8 negres torre · a7 negres peó · d7 negres peó · f7 negres peó · g7 negres peó · h7 negres peó · e6 negres peó · f6 negres cavall · b5 negres peó · c5 negres peó · d5 blanques peó · c4 blanques peó · f3 blanques cavall · a2 blanques peó · b2 blanques peó · e2 blanques peó · f2 blanques peó · g2 blanques peó · h2 blanques peó · a1 blanques torre · b1 blanques cavall · c1 blanques alfil · d1 blanques dama · e1 blanques rei · f1 blanques alfil · h1 blanques torre | 8 |
| 7 | a8 negres torre · b8 negres cavall · c8 negres alfil · d8 negres dama · e8 negres rei · f8 negres alfil · h8 negres torre · a7 negres peó · d7 negres peó · f7 negres peó · g7 negres peó · h7 negres peó · e6 negres peó · f6 negres cavall · b5 negres peó · c5 negres peó · d5 blanques peó · c4 blanques peó · f3 blanques cavall · a2 blanques peó · b2 blanques peó · e2 blanques peó · f2 blanques peó · g2 blanques peó · h2 blanques peó · a1 blanques torre · b1 blanques cavall · c1 blanques alfil · d1 blanques dama · e1 blanques rei · f1 blanques alfil · h1 blanques torre | a8 negres torre · b8 negres cavall · c8 negres alfil · d8 negres dama · e8 negres rei · f8 negres alfil · h8 negres torre · a7 negres peó · d7 negres peó · f7 negres peó · g7 negres peó · h7 negres peó · e6 negres peó · f6 negres cavall · b5 negres peó · c5 negres peó · d5 blanques peó · c4 blanques peó · f3 blanques cavall · a2 blanques peó · b2 blanques peó · e2 blanques peó · f2 blanques peó · g2 blanques peó · h2 blanques peó · a1 blanques torre · b1 blanques cavall · c1 blanques alfil · d1 blanques dama · e1 blanques rei · f1 blanques alfil · h1 blanques torre | a8 negres torre · b8 negres cavall · c8 negres alfil · d8 negres dama · e8 negres rei · f8 negres alfil · h8 negres torre · a7 negres peó · d7 negres peó · f7 negres peó · g7 negres peó · h7 negres peó · e6 negres peó · f6 negres cavall · b5 negres peó · c5 negres peó · d5 blanques peó · c4 blanques peó · f3 blanques cavall · a2 blanques peó · b2 blanques peó · e2 blanques peó · f2 blanques peó · g2 blanques peó · h2 blanques peó · a1 blanques torre · b1 blanques cavall · c1 blanques alfil · d1 blanques dama · e1 blanques rei · f1 blanques alfil · h1 blanques torre | a8 negres torre · b8 negres cavall · c8 negres alfil · d8 negres dama · e8 negres rei · f8 negres alfil · h8 negres torre · a7 negres peó · d7 negres peó · f7 negres peó · g7 negres peó · h7 negres peó · e6 negres peó · f6 negres cavall · b5 negres peó · c5 negres peó · d5 blanques peó · c4 blanques peó · f3 blanques cavall · a2 blanques peó · b2 blanques peó · e2 blanques peó · f2 blanques peó · g2 blanques peó · h2 blanques peó · a1 blanques torre · b1 blanques cavall · c1 blanques alfil · d1 blanques dama · e1 blanques rei · f1 blanques alfil · h1 blanques torre | a8 negres torre · b8 negres cavall · c8 negres alfil · d8 negres dama · e8 negres rei · f8 negres alfil · h8 negres torre · a7 negres peó · d7 negres peó · f7 negres peó · g7 negres peó · h7 negres peó · e6 negres peó · f6 negres cavall · b5 negres peó · c5 negres peó · d5 blanques peó · c4 blanques peó · f3 blanques cavall · a2 blanques peó · b2 blanques peó · e2 blanques peó · f2 blanques peó · g2 blanques peó · h2 blanques peó · a1 blanques torre · b1 blanques cavall · c1 blanques alfil · d1 blanques dama · e1 blanques rei · f1 blanques alfil · h1 blanques torre | a8 negres torre · b8 negres cavall · c8 negres alfil · d8 negres dama · e8 negres rei · f8 negres alfil · h8 negres torre · a7 negres peó · d7 negres peó · f7 negres peó · g7 negres peó · h7 negres peó · e6 negres peó · f6 negres cavall · b5 negres peó · c5 negres peó · d5 blanques peó · c4 blanques peó · f3 blanques cavall · a2 blanques peó · b2 blanques peó · e2 blanques peó · f2 blanques peó · g2 blanques peó · h2 blanques peó · a1 blanques torre · b1 blanques cavall · c1 blanques alfil · d1 blanques dama · e1 blanques rei · f1 blanques alfil · h1 blanques torre | a8 negres torre · b8 negres cavall · c8 negres alfil · d8 negres dama · e8 negres rei · f8 negres alfil · h8 negres torre · a7 negres peó · d7 negres peó · f7 negres peó · g7 negres peó · h7 negres peó · e6 negres peó · f6 negres cavall · b5 negres peó · c5 negres peó · d5 blanques peó · c4 blanques peó · f3 blanques cavall · a2 blanques peó · b2 blanques peó · e2 blanques peó · f2 blanques peó · g2 blanques peó · h2 blanques peó · a1 blanques torre · b1 blanques cavall · c1 blanques alfil · d1 blanques dama · e1 blanques rei · f1 blanques alfil · h1 blanques torre | a8 negres torre · b8 negres cavall · c8 negres alfil · d8 negres dama · e8 negres rei · f8 negres alfil · h8 negres torre · a7 negres peó · d7 negres peó · f7 negres peó · g7 negres peó · h7 negres peó · e6 negres peó · f6 negres cavall · b5 negres peó · c5 negres peó · d5 blanques peó · c4 blanques peó · f3 blanques cavall · a2 blanques peó · b2 blanques peó · e2 blanques peó · f2 blanques peó · g2 blanques peó · h2 blanques peó · a1 blanques torre · b1 blanques cavall · c1 blanques alfil · d1 blanques dama · e1 blanques rei · f1 blanques alfil · h1 blanques torre | 7 |
| 6 | a8 negres torre · b8 negres cavall · c8 negres alfil · d8 negres dama · e8 negres rei · f8 negres alfil · h8 negres torre · a7 negres peó · d7 negres peó · f7 negres peó · g7 negres peó · h7 negres peó · e6 negres peó · f6 negres cavall · b5 negres peó · c5 negres peó · d5 blanques peó · c4 blanques peó · f3 blanques cavall · a2 blanques peó · b2 blanques peó · e2 blanques peó · f2 blanques peó · g2 blanques peó · h2 blanques peó · a1 blanques torre · b1 blanques cavall · c1 blanques alfil · d1 blanques dama · e1 blanques rei · f1 blanques alfil · h1 blanques torre | a8 negres torre · b8 negres cavall · c8 negres alfil · d8 negres dama · e8 negres rei · f8 negres alfil · h8 negres torre · a7 negres peó · d7 negres peó · f7 negres peó · g7 negres peó · h7 negres peó · e6 negres peó · f6 negres cavall · b5 negres peó · c5 negres peó · d5 blanques peó · c4 blanques peó · f3 blanques cavall · a2 blanques peó · b2 blanques peó · e2 blanques peó · f2 blanques peó · g2 blanques peó · h2 blanques peó · a1 blanques torre · b1 blanques cavall · c1 blanques alfil · d1 blanques dama · e1 blanques rei · f1 blanques alfil · h1 blanques torre | a8 negres torre · b8 negres cavall · c8 negres alfil · d8 negres dama · e8 negres rei · f8 negres alfil · h8 negres torre · a7 negres peó · d7 negres peó · f7 negres peó · g7 negres peó · h7 negres peó · e6 negres peó · f6 negres cavall · b5 negres peó · c5 negres peó · d5 blanques peó · c4 blanques peó · f3 blanques cavall · a2 blanques peó · b2 blanques peó · e2 blanques peó · f2 blanques peó · g2 blanques peó · h2 blanques peó · a1 blanques torre · b1 blanques cavall · c1 blanques alfil · d1 blanques dama · e1 blanques rei · f1 blanques alfil · h1 blanques torre | a8 negres torre · b8 negres cavall · c8 negres alfil · d8 negres dama · e8 negres rei · f8 negres alfil · h8 negres torre · a7 negres peó · d7 negres peó · f7 negres peó · g7 negres peó · h7 negres peó · e6 negres peó · f6 negres cavall · b5 negres peó · c5 negres peó · d5 blanques peó · c4 blanques peó · f3 blanques cavall · a2 blanques peó · b2 blanques peó · e2 blanques peó · f2 blanques peó · g2 blanques peó · h2 blanques peó · a1 blanques torre · b1 blanques cavall · c1 blanques alfil · d1 blanques dama · e1 blanques rei · f1 blanques alfil · h1 blanques torre | a8 negres torre · b8 negres cavall · c8 negres alfil · d8 negres dama · e8 negres rei · f8 negres alfil · h8 negres torre · a7 negres peó · d7 negres peó · f7 negres peó · g7 negres peó · h7 negres peó · e6 negres peó · f6 negres cavall · b5 negres peó · c5 negres peó · d5 blanques peó · c4 blanques peó · f3 blanques cavall · a2 blanques peó · b2 blanques peó · e2 blanques peó · f2 blanques peó · g2 blanques peó · h2 blanques peó · a1 blanques torre · b1 blanques cavall · c1 blanques alfil · d1 blanques dama · e1 blanques rei · f1 blanques alfil · h1 blanques torre | a8 negres torre · b8 negres cavall · c8 negres alfil · d8 negres dama · e8 negres rei · f8 negres alfil · h8 negres torre · a7 negres peó · d7 negres peó · f7 negres peó · g7 negres peó · h7 negres peó · e6 negres peó · f6 negres cavall · b5 negres peó · c5 negres peó · d5 blanques peó · c4 blanques peó · f3 blanques cavall · a2 blanques peó · b2 blanques peó · e2 blanques peó · f2 blanques peó · g2 blanques peó · h2 blanques peó · a1 blanques torre · b1 blanques cavall · c1 blanques alfil · d1 blanques dama · e1 blanques rei · f1 blanques alfil · h1 blanques torre | a8 negres torre · b8 negres cavall · c8 negres alfil · d8 negres dama · e8 negres rei · f8 negres alfil · h8 negres torre · a7 negres peó · d7 negres peó · f7 negres peó · g7 negres peó · h7 negres peó · e6 negres peó · f6 negres cavall · b5 negres peó · c5 negres peó · d5 blanques peó · c4 blanques peó · f3 blanques cavall · a2 blanques peó · b2 blanques peó · e2 blanques peó · f2 blanques peó · g2 blanques peó · h2 blanques peó · a1 blanques torre · b1 blanques cavall · c1 blanques alfil · d1 blanques dama · e1 blanques rei · f1 blanques alfil · h1 blanques torre | a8 negres torre · b8 negres cavall · c8 negres alfil · d8 negres dama · e8 negres rei · f8 negres alfil · h8 negres torre · a7 negres peó · d7 negres peó · f7 negres peó · g7 negres peó · h7 negres peó · e6 negres peó · f6 negres cavall · b5 negres peó · c5 negres peó · d5 blanques peó · c4 blanques peó · f3 blanques cavall · a2 blanques peó · b2 blanques peó · e2 blanques peó · f2 blanques peó · g2 blanques peó · h2 blanques peó · a1 blanques torre · b1 blanques cavall · c1 blanques alfil · d1 blanques dama · e1 blanques rei · f1 blanques alfil · h1 blanques torre | 6 |
| 5 | a8 negres torre · b8 negres cavall · c8 negres alfil · d8 negres dama · e8 negres rei · f8 negres alfil · h8 negres torre · a7 negres peó · d7 negres peó · f7 negres peó · g7 negres peó · h7 negres peó · e6 negres peó · f6 negres cavall · b5 negres peó · c5 negres peó · d5 blanques peó · c4 blanques peó · f3 blanques cavall · a2 blanques peó · b2 blanques peó · e2 blanques peó · f2 blanques peó · g2 blanques peó · h2 blanques peó · a1 blanques torre · b1 blanques cavall · c1 blanques alfil · d1 blanques dama · e1 blanques rei · f1 blanques alfil · h1 blanques torre | a8 negres torre · b8 negres cavall · c8 negres alfil · d8 negres dama · e8 negres rei · f8 negres alfil · h8 negres torre · a7 negres peó · d7 negres peó · f7 negres peó · g7 negres peó · h7 negres peó · e6 negres peó · f6 negres cavall · b5 negres peó · c5 negres peó · d5 blanques peó · c4 blanques peó · f3 blanques cavall · a2 blanques peó · b2 blanques peó · e2 blanques peó · f2 blanques peó · g2 blanques peó · h2 blanques peó · a1 blanques torre · b1 blanques cavall · c1 blanques alfil · d1 blanques dama · e1 blanques rei · f1 blanques alfil · h1 blanques torre | a8 negres torre · b8 negres cavall · c8 negres alfil · d8 negres dama · e8 negres rei · f8 negres alfil · h8 negres torre · a7 negres peó · d7 negres peó · f7 negres peó · g7 negres peó · h7 negres peó · e6 negres peó · f6 negres cavall · b5 negres peó · c5 negres peó · d5 blanques peó · c4 blanques peó · f3 blanques cavall · a2 blanques peó · b2 blanques peó · e2 blanques peó · f2 blanques peó · g2 blanques peó · h2 blanques peó · a1 blanques torre · b1 blanques cavall · c1 blanques alfil · d1 blanques dama · e1 blanques rei · f1 blanques alfil · h1 blanques torre | a8 negres torre · b8 negres cavall · c8 negres alfil · d8 negres dama · e8 negres rei · f8 negres alfil · h8 negres torre · a7 negres peó · d7 negres peó · f7 negres peó · g7 negres peó · h7 negres peó · e6 negres peó · f6 negres cavall · b5 negres peó · c5 negres peó · d5 blanques peó · c4 blanques peó · f3 blanques cavall · a2 blanques peó · b2 blanques peó · e2 blanques peó · f2 blanques peó · g2 blanques peó · h2 blanques peó · a1 blanques torre · b1 blanques cavall · c1 blanques alfil · d1 blanques dama · e1 blanques rei · f1 blanques alfil · h1 blanques torre | a8 negres torre · b8 negres cavall · c8 negres alfil · d8 negres dama · e8 negres rei · f8 negres alfil · h8 negres torre · a7 negres peó · d7 negres peó · f7 negres peó · g7 negres peó · h7 negres peó · e6 negres peó · f6 negres cavall · b5 negres peó · c5 negres peó · d5 blanques peó · c4 blanques peó · f3 blanques cavall · a2 blanques peó · b2 blanques peó · e2 blanques peó · f2 blanques peó · g2 blanques peó · h2 blanques peó · a1 blanques torre · b1 blanques cavall · c1 blanques alfil · d1 blanques dama · e1 blanques rei · f1 blanques alfil · h1 blanques torre | a8 negres torre · b8 negres cavall · c8 negres alfil · d8 negres dama · e8 negres rei · f8 negres alfil · h8 negres torre · a7 negres peó · d7 negres peó · f7 negres peó · g7 negres peó · h7 negres peó · e6 negres peó · f6 negres cavall · b5 negres peó · c5 negres peó · d5 blanques peó · c4 blanques peó · f3 blanques cavall · a2 blanques peó · b2 blanques peó · e2 blanques peó · f2 blanques peó · g2 blanques peó · h2 blanques peó · a1 blanques torre · b1 blanques cavall · c1 blanques alfil · d1 blanques dama · e1 blanques rei · f1 blanques alfil · h1 blanques torre | a8 negres torre · b8 negres cavall · c8 negres alfil · d8 negres dama · e8 negres rei · f8 negres alfil · h8 negres torre · a7 negres peó · d7 negres peó · f7 negres peó · g7 negres peó · h7 negres peó · e6 negres peó · f6 negres cavall · b5 negres peó · c5 negres peó · d5 blanques peó · c4 blanques peó · f3 blanques cavall · a2 blanques peó · b2 blanques peó · e2 blanques peó · f2 blanques peó · g2 blanques peó · h2 blanques peó · a1 blanques torre · b1 blanques cavall · c1 blanques alfil · d1 blanques dama · e1 blanques rei · f1 blanques alfil · h1 blanques torre | a8 negres torre · b8 negres cavall · c8 negres alfil · d8 negres dama · e8 negres rei · f8 negres alfil · h8 negres torre · a7 negres peó · d7 negres peó · f7 negres peó · g7 negres peó · h7 negres peó · e6 negres peó · f6 negres cavall · b5 negres peó · c5 negres peó · d5 blanques peó · c4 blanques peó · f3 blanques cavall · a2 blanques peó · b2 blanques peó · e2 blanques peó · f2 blanques peó · g2 blanques peó · h2 blanques peó · a1 blanques torre · b1 blanques cavall · c1 blanques alfil · d1 blanques dama · e1 blanques rei · f1 blanques alfil · h1 blanques torre | 5 |
| 4 | a8 negres torre · b8 negres cavall · c8 negres alfil · d8 negres dama · e8 negres rei · f8 negres alfil · h8 negres torre · a7 negres peó · d7 negres peó · f7 negres peó · g7 negres peó · h7 negres peó · e6 negres peó · f6 negres cavall · b5 negres peó · c5 negres peó · d5 blanques peó · c4 blanques peó · f3 blanques cavall · a2 blanques peó · b2 blanques peó · e2 blanques peó · f2 blanques peó · g2 blanques peó · h2 blanques peó · a1 blanques torre · b1 blanques cavall · c1 blanques alfil · d1 blanques dama · e1 blanques rei · f1 blanques alfil · h1 blanques torre | a8 negres torre · b8 negres cavall · c8 negres alfil · d8 negres dama · e8 negres rei · f8 negres alfil · h8 negres torre · a7 negres peó · d7 negres peó · f7 negres peó · g7 negres peó · h7 negres peó · e6 negres peó · f6 negres cavall · b5 negres peó · c5 negres peó · d5 blanques peó · c4 blanques peó · f3 blanques cavall · a2 blanques peó · b2 blanques peó · e2 blanques peó · f2 blanques peó · g2 blanques peó · h2 blanques peó · a1 blanques torre · b1 blanques cavall · c1 blanques alfil · d1 blanques dama · e1 blanques rei · f1 blanques alfil · h1 blanques torre | a8 negres torre · b8 negres cavall · c8 negres alfil · d8 negres dama · e8 negres rei · f8 negres alfil · h8 negres torre · a7 negres peó · d7 negres peó · f7 negres peó · g7 negres peó · h7 negres peó · e6 negres peó · f6 negres cavall · b5 negres peó · c5 negres peó · d5 blanques peó · c4 blanques peó · f3 blanques cavall · a2 blanques peó · b2 blanques peó · e2 blanques peó · f2 blanques peó · g2 blanques peó · h2 blanques peó · a1 blanques torre · b1 blanques cavall · c1 blanques alfil · d1 blanques dama · e1 blanques rei · f1 blanques alfil · h1 blanques torre | a8 negres torre · b8 negres cavall · c8 negres alfil · d8 negres dama · e8 negres rei · f8 negres alfil · h8 negres torre · a7 negres peó · d7 negres peó · f7 negres peó · g7 negres peó · h7 negres peó · e6 negres peó · f6 negres cavall · b5 negres peó · c5 negres peó · d5 blanques peó · c4 blanques peó · f3 blanques cavall · a2 blanques peó · b2 blanques peó · e2 blanques peó · f2 blanques peó · g2 blanques peó · h2 blanques peó · a1 blanques torre · b1 blanques cavall · c1 blanques alfil · d1 blanques dama · e1 blanques rei · f1 blanques alfil · h1 blanques torre | a8 negres torre · b8 negres cavall · c8 negres alfil · d8 negres dama · e8 negres rei · f8 negres alfil · h8 negres torre · a7 negres peó · d7 negres peó · f7 negres peó · g7 negres peó · h7 negres peó · e6 negres peó · f6 negres cavall · b5 negres peó · c5 negres peó · d5 blanques peó · c4 blanques peó · f3 blanques cavall · a2 blanques peó · b2 blanques peó · e2 blanques peó · f2 blanques peó · g2 blanques peó · h2 blanques peó · a1 blanques torre · b1 blanques cavall · c1 blanques alfil · d1 blanques dama · e1 blanques rei · f1 blanques alfil · h1 blanques torre | a8 negres torre · b8 negres cavall · c8 negres alfil · d8 negres dama · e8 negres rei · f8 negres alfil · h8 negres torre · a7 negres peó · d7 negres peó · f7 negres peó · g7 negres peó · h7 negres peó · e6 negres peó · f6 negres cavall · b5 negres peó · c5 negres peó · d5 blanques peó · c4 blanques peó · f3 blanques cavall · a2 blanques peó · b2 blanques peó · e2 blanques peó · f2 blanques peó · g2 blanques peó · h2 blanques peó · a1 blanques torre · b1 blanques cavall · c1 blanques alfil · d1 blanques dama · e1 blanques rei · f1 blanques alfil · h1 blanques torre | a8 negres torre · b8 negres cavall · c8 negres alfil · d8 negres dama · e8 negres rei · f8 negres alfil · h8 negres torre · a7 negres peó · d7 negres peó · f7 negres peó · g7 negres peó · h7 negres peó · e6 negres peó · f6 negres cavall · b5 negres peó · c5 negres peó · d5 blanques peó · c4 blanques peó · f3 blanques cavall · a2 blanques peó · b2 blanques peó · e2 blanques peó · f2 blanques peó · g2 blanques peó · h2 blanques peó · a1 blanques torre · b1 blanques cavall · c1 blanques alfil · d1 blanques dama · e1 blanques rei · f1 blanques alfil · h1 blanques torre | a8 negres torre · b8 negres cavall · c8 negres alfil · d8 negres dama · e8 negres rei · f8 negres alfil · h8 negres torre · a7 negres peó · d7 negres peó · f7 negres peó · g7 negres peó · h7 negres peó · e6 negres peó · f6 negres cavall · b5 negres peó · c5 negres peó · d5 blanques peó · c4 blanques peó · f3 blanques cavall · a2 blanques peó · b2 blanques peó · e2 blanques peó · f2 blanques peó · g2 blanques peó · h2 blanques peó · a1 blanques torre · b1 blanques cavall · c1 blanques alfil · d1 blanques dama · e1 blanques rei · f1 blanques alfil · h1 blanques torre | 4 |
| 3 | a8 negres torre · b8 negres cavall · c8 negres alfil · d8 negres dama · e8 negres rei · f8 negres alfil · h8 negres torre · a7 negres peó · d7 negres peó · f7 negres peó · g7 negres peó · h7 negres peó · e6 negres peó · f6 negres cavall · b5 negres peó · c5 negres peó · d5 blanques peó · c4 blanques peó · f3 blanques cavall · a2 blanques peó · b2 blanques peó · e2 blanques peó · f2 blanques peó · g2 blanques peó · h2 blanques peó · a1 blanques torre · b1 blanques cavall · c1 blanques alfil · d1 blanques dama · e1 blanques rei · f1 blanques alfil · h1 blanques torre | a8 negres torre · b8 negres cavall · c8 negres alfil · d8 negres dama · e8 negres rei · f8 negres alfil · h8 negres torre · a7 negres peó · d7 negres peó · f7 negres peó · g7 negres peó · h7 negres peó · e6 negres peó · f6 negres cavall · b5 negres peó · c5 negres peó · d5 blanques peó · c4 blanques peó · f3 blanques cavall · a2 blanques peó · b2 blanques peó · e2 blanques peó · f2 blanques peó · g2 blanques peó · h2 blanques peó · a1 blanques torre · b1 blanques cavall · c1 blanques alfil · d1 blanques dama · e1 blanques rei · f1 blanques alfil · h1 blanques torre | a8 negres torre · b8 negres cavall · c8 negres alfil · d8 negres dama · e8 negres rei · f8 negres alfil · h8 negres torre · a7 negres peó · d7 negres peó · f7 negres peó · g7 negres peó · h7 negres peó · e6 negres peó · f6 negres cavall · b5 negres peó · c5 negres peó · d5 blanques peó · c4 blanques peó · f3 blanques cavall · a2 blanques peó · b2 blanques peó · e2 blanques peó · f2 blanques peó · g2 blanques peó · h2 blanques peó · a1 blanques torre · b1 blanques cavall · c1 blanques alfil · d1 blanques dama · e1 blanques rei · f1 blanques alfil · h1 blanques torre | a8 negres torre · b8 negres cavall · c8 negres alfil · d8 negres dama · e8 negres rei · f8 negres alfil · h8 negres torre · a7 negres peó · d7 negres peó · f7 negres peó · g7 negres peó · h7 negres peó · e6 negres peó · f6 negres cavall · b5 negres peó · c5 negres peó · d5 blanques peó · c4 blanques peó · f3 blanques cavall · a2 blanques peó · b2 blanques peó · e2 blanques peó · f2 blanques peó · g2 blanques peó · h2 blanques peó · a1 blanques torre · b1 blanques cavall · c1 blanques alfil · d1 blanques dama · e1 blanques rei · f1 blanques alfil · h1 blanques torre | a8 negres torre · b8 negres cavall · c8 negres alfil · d8 negres dama · e8 negres rei · f8 negres alfil · h8 negres torre · a7 negres peó · d7 negres peó · f7 negres peó · g7 negres peó · h7 negres peó · e6 negres peó · f6 negres cavall · b5 negres peó · c5 negres peó · d5 blanques peó · c4 blanques peó · f3 blanques cavall · a2 blanques peó · b2 blanques peó · e2 blanques peó · f2 blanques peó · g2 blanques peó · h2 blanques peó · a1 blanques torre · b1 blanques cavall · c1 blanques alfil · d1 blanques dama · e1 blanques rei · f1 blanques alfil · h1 blanques torre | a8 negres torre · b8 negres cavall · c8 negres alfil · d8 negres dama · e8 negres rei · f8 negres alfil · h8 negres torre · a7 negres peó · d7 negres peó · f7 negres peó · g7 negres peó · h7 negres peó · e6 negres peó · f6 negres cavall · b5 negres peó · c5 negres peó · d5 blanques peó · c4 blanques peó · f3 blanques cavall · a2 blanques peó · b2 blanques peó · e2 blanques peó · f2 blanques peó · g2 blanques peó · h2 blanques peó · a1 blanques torre · b1 blanques cavall · c1 blanques alfil · d1 blanques dama · e1 blanques rei · f1 blanques alfil · h1 blanques torre | a8 negres torre · b8 negres cavall · c8 negres alfil · d8 negres dama · e8 negres rei · f8 negres alfil · h8 negres torre · a7 negres peó · d7 negres peó · f7 negres peó · g7 negres peó · h7 negres peó · e6 negres peó · f6 negres cavall · b5 negres peó · c5 negres peó · d5 blanques peó · c4 blanques peó · f3 blanques cavall · a2 blanques peó · b2 blanques peó · e2 blanques peó · f2 blanques peó · g2 blanques peó · h2 blanques peó · a1 blanques torre · b1 blanques cavall · c1 blanques alfil · d1 blanques dama · e1 blanques rei · f1 blanques alfil · h1 blanques torre | a8 negres torre · b8 negres cavall · c8 negres alfil · d8 negres dama · e8 negres rei · f8 negres alfil · h8 negres torre · a7 negres peó · d7 negres peó · f7 negres peó · g7 negres peó · h7 negres peó · e6 negres peó · f6 negres cavall · b5 negres peó · c5 negres peó · d5 blanques peó · c4 blanques peó · f3 blanques cavall · a2 blanques peó · b2 blanques peó · e2 blanques peó · f2 blanques peó · g2 blanques peó · h2 blanques peó · a1 blanques torre · b1 blanques cavall · c1 blanques alfil · d1 blanques dama · e1 blanques rei · f1 blanques alfil · h1 blanques torre | 3 |
| 2 | a8 negres torre · b8 negres cavall · c8 negres alfil · d8 negres dama · e8 negres rei · f8 negres alfil · h8 negres torre · a7 negres peó · d7 negres peó · f7 negres peó · g7 negres peó · h7 negres peó · e6 negres peó · f6 negres cavall · b5 negres peó · c5 negres peó · d5 blanques peó · c4 blanques peó · f3 blanques cavall · a2 blanques peó · b2 blanques peó · e2 blanques peó · f2 blanques peó · g2 blanques peó · h2 blanques peó · a1 blanques torre · b1 blanques cavall · c1 blanques alfil · d1 blanques dama · e1 blanques rei · f1 blanques alfil · h1 blanques torre | a8 negres torre · b8 negres cavall · c8 negres alfil · d8 negres dama · e8 negres rei · f8 negres alfil · h8 negres torre · a7 negres peó · d7 negres peó · f7 negres peó · g7 negres peó · h7 negres peó · e6 negres peó · f6 negres cavall · b5 negres peó · c5 negres peó · d5 blanques peó · c4 blanques peó · f3 blanques cavall · a2 blanques peó · b2 blanques peó · e2 blanques peó · f2 blanques peó · g2 blanques peó · h2 blanques peó · a1 blanques torre · b1 blanques cavall · c1 blanques alfil · d1 blanques dama · e1 blanques rei · f1 blanques alfil · h1 blanques torre | a8 negres torre · b8 negres cavall · c8 negres alfil · d8 negres dama · e8 negres rei · f8 negres alfil · h8 negres torre · a7 negres peó · d7 negres peó · f7 negres peó · g7 negres peó · h7 negres peó · e6 negres peó · f6 negres cavall · b5 negres peó · c5 negres peó · d5 blanques peó · c4 blanques peó · f3 blanques cavall · a2 blanques peó · b2 blanques peó · e2 blanques peó · f2 blanques peó · g2 blanques peó · h2 blanques peó · a1 blanques torre · b1 blanques cavall · c1 blanques alfil · d1 blanques dama · e1 blanques rei · f1 blanques alfil · h1 blanques torre | a8 negres torre · b8 negres cavall · c8 negres alfil · d8 negres dama · e8 negres rei · f8 negres alfil · h8 negres torre · a7 negres peó · d7 negres peó · f7 negres peó · g7 negres peó · h7 negres peó · e6 negres peó · f6 negres cavall · b5 negres peó · c5 negres peó · d5 blanques peó · c4 blanques peó · f3 blanques cavall · a2 blanques peó · b2 blanques peó · e2 blanques peó · f2 blanques peó · g2 blanques peó · h2 blanques peó · a1 blanques torre · b1 blanques cavall · c1 blanques alfil · d1 blanques dama · e1 blanques rei · f1 blanques alfil · h1 blanques torre | a8 negres torre · b8 negres cavall · c8 negres alfil · d8 negres dama · e8 negres rei · f8 negres alfil · h8 negres torre · a7 negres peó · d7 negres peó · f7 negres peó · g7 negres peó · h7 negres peó · e6 negres peó · f6 negres cavall · b5 negres peó · c5 negres peó · d5 blanques peó · c4 blanques peó · f3 blanques cavall · a2 blanques peó · b2 blanques peó · e2 blanques peó · f2 blanques peó · g2 blanques peó · h2 blanques peó · a1 blanques torre · b1 blanques cavall · c1 blanques alfil · d1 blanques dama · e1 blanques rei · f1 blanques alfil · h1 blanques torre | a8 negres torre · b8 negres cavall · c8 negres alfil · d8 negres dama · e8 negres rei · f8 negres alfil · h8 negres torre · a7 negres peó · d7 negres peó · f7 negres peó · g7 negres peó · h7 negres peó · e6 negres peó · f6 negres cavall · b5 negres peó · c5 negres peó · d5 blanques peó · c4 blanques peó · f3 blanques cavall · a2 blanques peó · b2 blanques peó · e2 blanques peó · f2 blanques peó · g2 blanques peó · h2 blanques peó · a1 blanques torre · b1 blanques cavall · c1 blanques alfil · d1 blanques dama · e1 blanques rei · f1 blanques alfil · h1 blanques torre | a8 negres torre · b8 negres cavall · c8 negres alfil · d8 negres dama · e8 negres rei · f8 negres alfil · h8 negres torre · a7 negres peó · d7 negres peó · f7 negres peó · g7 negres peó · h7 negres peó · e6 negres peó · f6 negres cavall · b5 negres peó · c5 negres peó · d5 blanques peó · c4 blanques peó · f3 blanques cavall · a2 blanques peó · b2 blanques peó · e2 blanques peó · f2 blanques peó · g2 blanques peó · h2 blanques peó · a1 blanques torre · b1 blanques cavall · c1 blanques alfil · d1 blanques dama · e1 blanques rei · f1 blanques alfil · h1 blanques torre | a8 negres torre · b8 negres cavall · c8 negres alfil · d8 negres dama · e8 negres rei · f8 negres alfil · h8 negres torre · a7 negres peó · d7 negres peó · f7 negres peó · g7 negres peó · h7 negres peó · e6 negres peó · f6 negres cavall · b5 negres peó · c5 negres peó · d5 blanques peó · c4 blanques peó · f3 blanques cavall · a2 blanques peó · b2 blanques peó · e2 blanques peó · f2 blanques peó · g2 blanques peó · h2 blanques peó · a1 blanques torre · b1 blanques cavall · c1 blanques alfil · d1 blanques dama · e1 blanques rei · f1 blanques alfil · h1 blanques torre | 2 |
| 1 | a8 negres torre · b8 negres cavall · c8 negres alfil · d8 negres dama · e8 negres rei · f8 negres alfil · h8 negres torre · a7 negres peó · d7 negres peó · f7 negres peó · g7 negres peó · h7 negres peó · e6 negres peó · f6 negres cavall · b5 negres peó · c5 negres peó · d5 blanques peó · c4 blanques peó · f3 blanques cavall · a2 blanques peó · b2 blanques peó · e2 blanques peó · f2 blanques peó · g2 blanques peó · h2 blanques peó · a1 blanques torre · b1 blanques cavall · c1 blanques alfil · d1 blanques dama · e1 blanques rei · f1 blanques alfil · h1 blanques torre | a8 negres torre · b8 negres cavall · c8 negres alfil · d8 negres dama · e8 negres rei · f8 negres alfil · h8 negres torre · a7 negres peó · d7 negres peó · f7 negres peó · g7 negres peó · h7 negres peó · e6 negres peó · f6 negres cavall · b5 negres peó · c5 negres peó · d5 blanques peó · c4 blanques peó · f3 blanques cavall · a2 blanques peó · b2 blanques peó · e2 blanques peó · f2 blanques peó · g2 blanques peó · h2 blanques peó · a1 blanques torre · b1 blanques cavall · c1 blanques alfil · d1 blanques dama · e1 blanques rei · f1 blanques alfil · h1 blanques torre | a8 negres torre · b8 negres cavall · c8 negres alfil · d8 negres dama · e8 negres rei · f8 negres alfil · h8 negres torre · a7 negres peó · d7 negres peó · f7 negres peó · g7 negres peó · h7 negres peó · e6 negres peó · f6 negres cavall · b5 negres peó · c5 negres peó · d5 blanques peó · c4 blanques peó · f3 blanques cavall · a2 blanques peó · b2 blanques peó · e2 blanques peó · f2 blanques peó · g2 blanques peó · h2 blanques peó · a1 blanques torre · b1 blanques cavall · c1 blanques alfil · d1 blanques dama · e1 blanques rei · f1 blanques alfil · h1 blanques torre | a8 negres torre · b8 negres cavall · c8 negres alfil · d8 negres dama · e8 negres rei · f8 negres alfil · h8 negres torre · a7 negres peó · d7 negres peó · f7 negres peó · g7 negres peó · h7 negres peó · e6 negres peó · f6 negres cavall · b5 negres peó · c5 negres peó · d5 blanques peó · c4 blanques peó · f3 blanques cavall · a2 blanques peó · b2 blanques peó · e2 blanques peó · f2 blanques peó · g2 blanques peó · h2 blanques peó · a1 blanques torre · b1 blanques cavall · c1 blanques alfil · d1 blanques dama · e1 blanques rei · f1 blanques alfil · h1 blanques torre | a8 negres torre · b8 negres cavall · c8 negres alfil · d8 negres dama · e8 negres rei · f8 negres alfil · h8 negres torre · a7 negres peó · d7 negres peó · f7 negres peó · g7 negres peó · h7 negres peó · e6 negres peó · f6 negres cavall · b5 negres peó · c5 negres peó · d5 blanques peó · c4 blanques peó · f3 blanques cavall · a2 blanques peó · b2 blanques peó · e2 blanques peó · f2 blanques peó · g2 blanques peó · h2 blanques peó · a1 blanques torre · b1 blanques cavall · c1 blanques alfil · d1 blanques dama · e1 blanques rei · f1 blanques alfil · h1 blanques torre | a8 negres torre · b8 negres cavall · c8 negres alfil · d8 negres dama · e8 negres rei · f8 negres alfil · h8 negres torre · a7 negres peó · d7 negres peó · f7 negres peó · g7 negres peó · h7 negres peó · e6 negres peó · f6 negres cavall · b5 negres peó · c5 negres peó · d5 blanques peó · c4 blanques peó · f3 blanques cavall · a2 blanques peó · b2 blanques peó · e2 blanques peó · f2 blanques peó · g2 blanques peó · h2 blanques peó · a1 blanques torre · b1 blanques cavall · c1 blanques alfil · d1 blanques dama · e1 blanques rei · f1 blanques alfil · h1 blanques torre | a8 negres torre · b8 negres cavall · c8 negres alfil · d8 negres dama · e8 negres rei · f8 negres alfil · h8 negres torre · a7 negres peó · d7 negres peó · f7 negres peó · g7 negres peó · h7 negres peó · e6 negres peó · f6 negres cavall · b5 negres peó · c5 negres peó · d5 blanques peó · c4 blanques peó · f3 blanques cavall · a2 blanques peó · b2 blanques peó · e2 blanques peó · f2 blanques peó · g2 blanques peó · h2 blanques peó · a1 blanques torre · b1 blanques cavall · c1 blanques alfil · d1 blanques dama · e1 blanques rei · f1 blanques alfil · h1 blanques torre | a8 negres torre · b8 negres cavall · c8 negres alfil · d8 negres dama · e8 negres rei · f8 negres alfil · h8 negres torre · a7 negres peó · d7 negres peó · f7 negres peó · g7 negres peó · h7 negres peó · e6 negres peó · f6 negres cavall · b5 negres peó · c5 negres peó · d5 blanques peó · c4 blanques peó · f3 blanques cavall · a2 blanques peó · b2 blanques peó · e2 blanques peó · f2 blanques peó · g2 blanques peó · h2 blanques peó · a1 blanques torre · b1 blanques cavall · c1 blanques alfil · d1 blanques dama · e1 blanques rei · f1 blanques alfil · h1 blanques torre | 1 |
|   | a | b | c | d | e | f | g | h |   |

Línia principal
1.d4 Cf6
2.c4 e6
3.Cf3 c5
4.d5 b5
1.d4 Cf6 2.c4 e6 3.Cf3 c5 4.d5 b5 5.dxe6 fxe6 6.cxb5 d5
1.d4 Cf6 2.c4 e6 3.Cf3 c5 4.d5 b5 5.Ag5
1.d4 Cf6 2.c4 e6 3.Cf3 c5 4.d5 b5 5.Ag5 exd5 6.cxd5 h6

## Obres
- Rol endschpila w schachmatnoj parti [Die Rolle donis Endspiels in der Schachpartie], [El paper dels finals en els escacs] Leningrad, 1931
- Partides Alekhine-Bogoliubov, Moscou 1931
- Kombinazja w schachmatnoj parti [Die Kombination in der Schachpartie], [La combinació en el joc d'escacs], Moscou 1938